# Bolbotritus prionoides
Bolbotritus prionoides is een keversoort uit de familie van de boktorren (Cerambycidae). De wetenschappelijke naam van de soort werd voor het eerst geldig gepubliceerd in 1891 door Aurivillius.